# Saint Martin (parish i Guernsey)
Saint Martin (engelska: St Martin, franska: Saint-Martin) är en parish i kronbesittningen Guernsey). Den ligger i den centrala delen av Guernsey. Antalet invånare är 6 267. Arean är 7,3 kvadratkilometer. Saint Martin ligger på ön Guernsey.
Terrängen i Saint Martin är platt.